# DB Cargo Nederland

Logo

DB Cargo Nederland, voorheen NS Cargo, Railion Benelux, Railion Nederland en DB Schenker Rail Nederland N.V., is een dochteronderneming van DB Cargo en is de grootste goederenvervoerder per spoor in Nederland. Het hoofdkantoor staat in Utrecht.

## Geschiedenis
De Nederlandse Spoorwegen brachten hun dochteronderneming voor goederenvervoer NS Cargo in in Railion, een gezamenlijke onderneming met DB AG. In 2003 trok de NS zich uit Railion terug. Het toenmalige Railion Benelux veranderde zijn naam in 2003 in Railion Nederland en bestaat sinds 2009 als DB Schenker Rail Nederland N.V. In 2016 werd de naam gewijzigd in DB Cargo Nederland.
Railion Benelux kreeg de beschikking over het materieelpark van NS Cargo, bestaande uit diesellocomotieven serie 6400 en 2200 en een deel van de elektrische locomotieven serie 1600, alsmede enkele rangeerlocomotieven serie 600 en locomotoren serie 200/300. Later werd een twaalftal diesellocomotieven serie 232 en een vijftal diesellocomotieven serie 204 overgenomen van de Duitse tak van Railion. De serie 204 werd bij Railion Nederland alleen gebruikt in Zeeuws-Vlaanderen.

## Naamswijziging
1995-2000 NS Cargo
2000-2003 Railion Benelux 
2003-2009 Railion Nederland
2009-2016 DB Schenker Rail 
Nederland N.V
2016-heden DB Cargo Nederland

## Tractie
- 1600 (inzet beëindigd in 2020)
- 6400
- Baureihe 189 (ingezet op de Betuweroute)
- Baureihe 193 (Siemens Vectron)